# Lira veneziana
A lira veneziana (plural: lire) foi a moeda utilizada em República de Veneza e suas dependências até 1848. Originou-se do sistema monetário carolíngio usado em grande parte da Europa Ocidental desde o século VIII d.C.

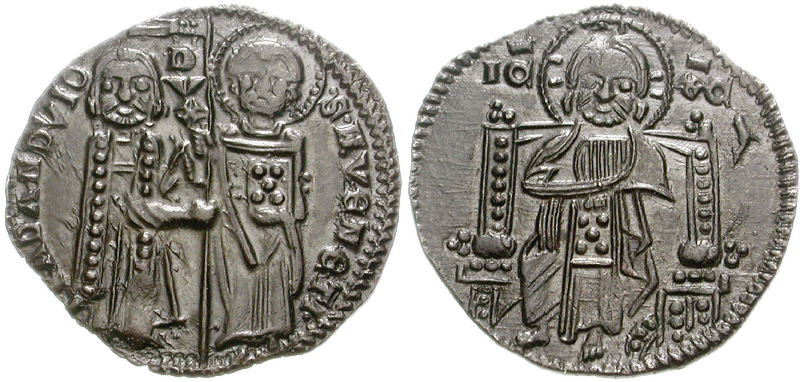
Prata grosso de Francesco Dandolo, 1328-1339

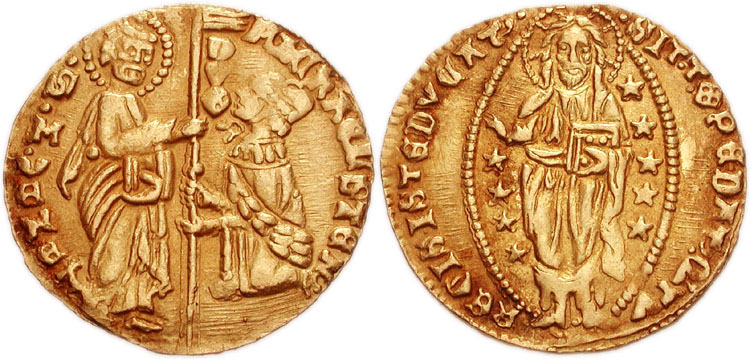
Ducado de ouro (zecchino) do doge Michele Steno, 1400-1413

Era subdividida em 20 soldi, e cada um destes, por sua vez, em 12 denari (denários). O ducato equivalia a 124 soldi, enquanto o tallero (também conhecido como zecchino) era equivalente a 7 liras. A lira do reino napoleônico da Itália, substituiu a lira veneziana em 1807.

## Moedas
No século XVIII um grande número de moedas de diferentes valores circulavam. Bilhões delas foram cunhadas, valendo 6 e 12 denários. Entre os valores das moedas de prata estavam 5, 10, 15 e 30 soldi, ⅛, ¼, ½ e 1 ducato, e ⅛, ¼, ½ e 1 tallero; já as moedas de ouro eram de ¼, ½ e 1 ducato, 1 doppia e 4, 5, 6, 8, 9, 10, 12, 18, 20, 24, 25, 30, 40, 50, 55, 60, 100 e 105 zecchini.
O governo provisório cunhou moedas de 10 liras de prata em 1797, às quais seguiram-se, durante a ocupação autríaca, as de ½, 1, 1½ e 2 liras, também de prata, além de um zechinno, de ouro, todas cunhadas entre 1800 e 1802.